# Dolina Tomanowa Liptowska

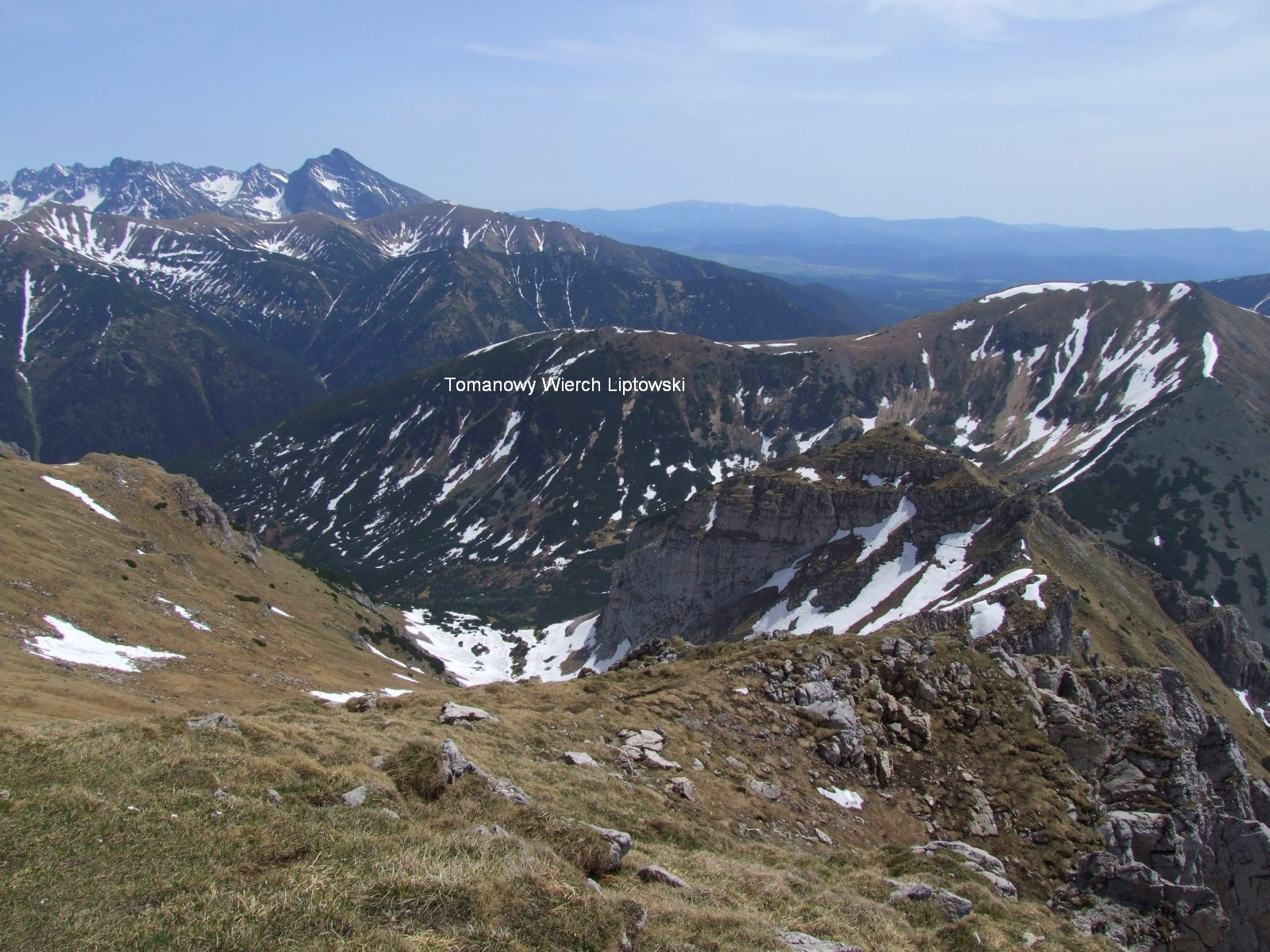
Dolina Tomanowa Liptowska poniżej Tomanowego Wierchu Liptowskiego. Widok z Ciemniaka

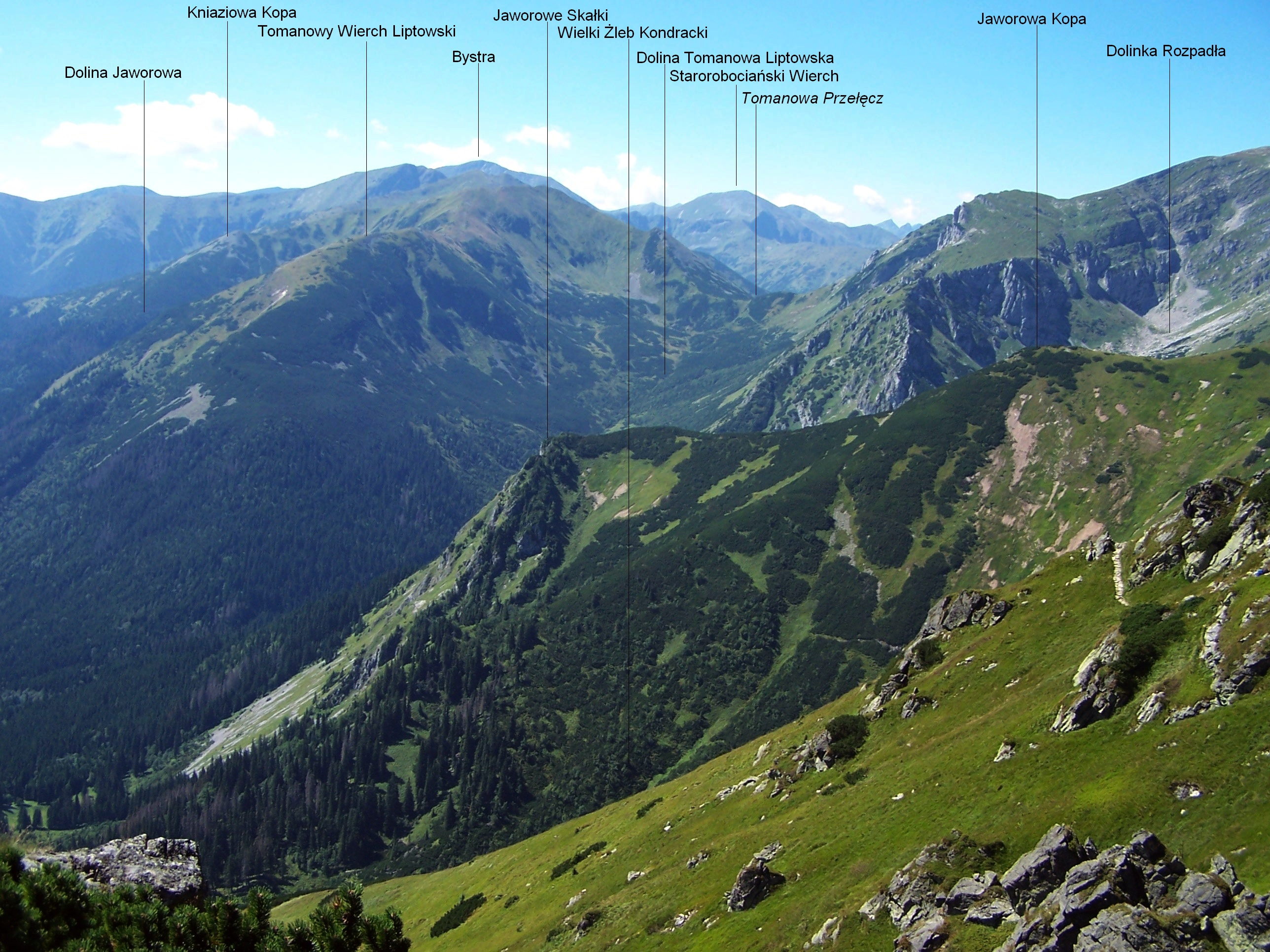
Widok z Goryczkowej Czuby

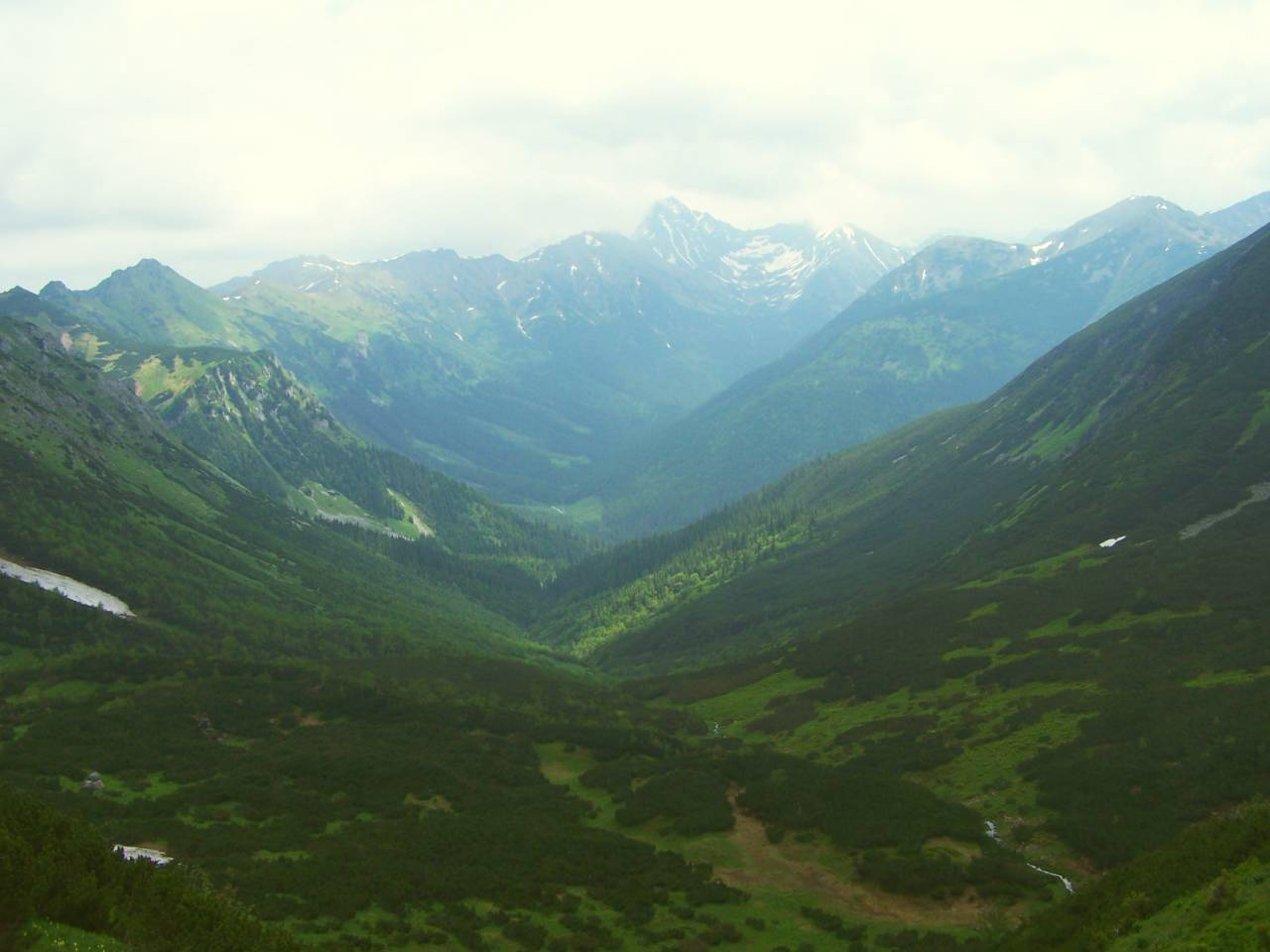
Widok z Tomanowej Przełęczy – na horyzoncie Tatry Wysokie

Dolina Tomanowa Liptowska (słow. Tomanovská dolina, niem. Tomanowatal, węg. Tomanowa-völgy) – słowacka dolina położona na terenie Tatr Zachodnich, odgałęzienie Doliny Cichej (Tichá dolina) odchodzące od górnej jej części w kierunku zachodnim. Dawniej nazywana była także Doliną Węgierską.

## Topografia
Dolina Tomanowa Liptowska graniczy:
- od północy z położonymi na terenie Polski dolinami: Kondratową, Małej Łąki i Miętusią, rozdzielają je Czerwone Wierchy,
- od zachodu z leżącą w Polsce Doliną Tomanową, rozdziela je południowa grań Ciemniaka (Temniak, 2096 m n.p.m.) przez Tomanową Przełęcz (Tomanovo sedlo) do Tomanowego Wierchu Polskiego (Poľská Tomanová, 1977 m),
- od południa z Doliną Jaworową Liptowską (Javorová dolina), rozdziela je Tomanowy Wierch Liptowski (Liptovská Tomanová, 1840 m).

Ma dwa odgałęzienia, obydwa po orograficznie lewej stronie i są one kotłami lodowcowymi. W kolejności od góry na dół są to Świstówka Liptowska (Svišťovka) i Dolinka Rozpadła (Rozpadlá dolinka), oddzielone od siebie Rozpadłą Granią (Rozpadlý hrebeň), odchodzącą w południowym kierunku od Krzesanicy. Wylot doliny znajduje się poniżej Polany pod Jaworem na wysokości 1182 m n.p.m. (wg źródeł słowackich) albo ok. 1230 m n.p.m. (wg źródeł polskich).

## Opis doliny
Dolina ma długość 2,5 km i powierzchnię 3,25 km². Powstała na granicy kompleksu skał osadowych i krystalicznych. W tej niedostępnej dla turystów dolince znajduje się ok. 40 jaskiń, również nieudostępnionych do zwiedzania. W dolinie położone są jedyne w całej Dolinie Cichej stałe stawki, płytkie Tomanowe Stawki (Tomanove plesá), położone poniżej Tomanowej Przełęczy. Zasilają one Tomanowy Potok Liptowski (Tomanov potok), którego wody przed ujściem do Cichej Wody Liptowskiej (Tichý potok) tworzą Tomanową Siklawę (Tomanov vodopád).

## Historia
Dokumenty wspominają tę dolinę od 1670 r. Miała tradycje pasterskie i górnicze. W jej dolnej części znajduje się duża Polana pod Jaworem, która dawniej była ośrodkiem gospodarczym Hali Tomanowej Liptowskiej. W znajdujących się na niej szałasach w czasie II wojny światowej odpoczywali kurierzy wędrujący na trasie Zakopane–Budapeszt. Powyżej tej polany w kwietniu 1940 r. w trakcie ucieczki na Węgry w czasie śnieżnej zawieruchy zmarł z wycieńczenia polski naukowiec i taternik Włodzimierz Gosławski wraz z towarzyszącą mu Adą Kopczyńską. Polscy naukowcy mieli udział w badaniu tej doliny. Antoni Rehman w 1893 r. opisał jej moreny, Jerzy Młodziejowski w latach 1932–1934 zbadał jej stawki. Ludwik Zejszner w latach 1839–1840 badał źródło pod Tomanową Przełęczą.
Doliną Tomanową Liptowską prowadził czerwony szlak turystyczny z Doliny Cichej, jednak został zamknięty w czerwcu 2008 r.